# Ben Tucker
Ben Tucker (13. prosince 1930 – 4. června 2013) byl americký jazzový kontrabasista. V počátcích své kariéry se živil jako skladatel; spolu s Bobem Doroughem je například spoluautorem písně „Comin' Home Baby!“, kterou později nahráli například Mel Tormé nebo Michael Bublé. Spolupracoval i s dalšími hudebníky, mezi něž patří Dexter Gordon, Gerry Mulligan, Buddy Rich nebo Art Pepper.
Zemřel při střetu s automobilem na ostrově Hutchinson ve městě Savannah, když přejížděl silnici v golfovém voze, ve svých dvaaosmdesáti letech.